# Cinc Corones

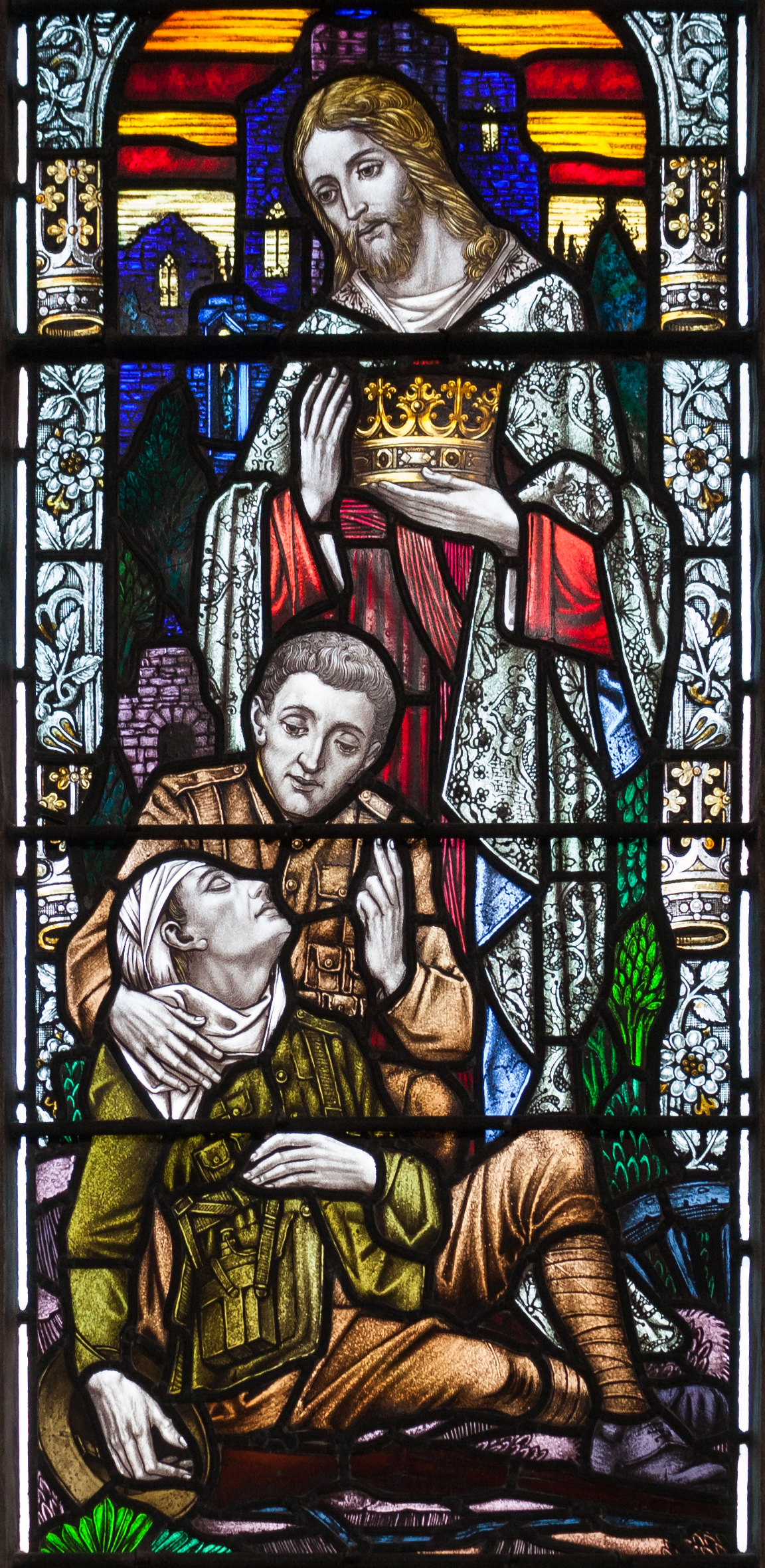
La Corona de la vida en una vidriera en memoria de la Primera Guerra Mundial, creada c. 1919 por Joshua Clarke & Sons, Dublín.

Les Cinc Corones Celestials o, simplificant, les Cinc Corones, és un concepte en la escatologia i teologia cristiana que es refereix a les cinc corones que els creients podran rebre després del Judici Final. Són la corona incorruptible, la corona de la justificació, la corona de la vida, la corona de la glòria i la corona de l'alegria.
En la grec koiné, Stephanos (στέφανος) és la paraula utilitzada per a corona i es tradueix així en la Biblia, especialment a les versions procedents de la versió autoritzada. Representaria com la insígnia d'honor de la victòria, encara que d'altres la tradueixen com diadema en el sentit de marca de lleialtat.
Aquestes cinc recompenses poden ser guanyades pels creients, segons el Nou Testament, com «recompenses per fidelitat en aquesta vida».

## Corona incorruptible
La Corona incorruptible és també coneguda com la Corona imperible, a la qual es fa referència a 1Co 9:25. Aquesta epístola, escrita per Pau de Tars, considera aquesta corona com «imperible» per contrast amb els premis temporals dels perseguidors contemporanis de Pau. Per això, es proporciona als individus que demostren abnegació i perseverança.

## Corona de la justificació
La Corona de la justificació o Corona de la justícia s'esmenta en 2Ti 4:8, i es va prometre als que estimen i anticipen la segona vinguda de Crist. Aquests cristians desitgen la intimitat amb Déu.
Existeix també una corona de la justificació en la religió de l'Antic Egipte, que la posseïen aquells morts, que després de passar el judici d'Osiris, assolien la vida eterna. Apareix al Llibre de les Portes com per exemple en la setena hora,
i apareix representada en tombes que arriben fins l'època grecoromana.

## Corona de la vida

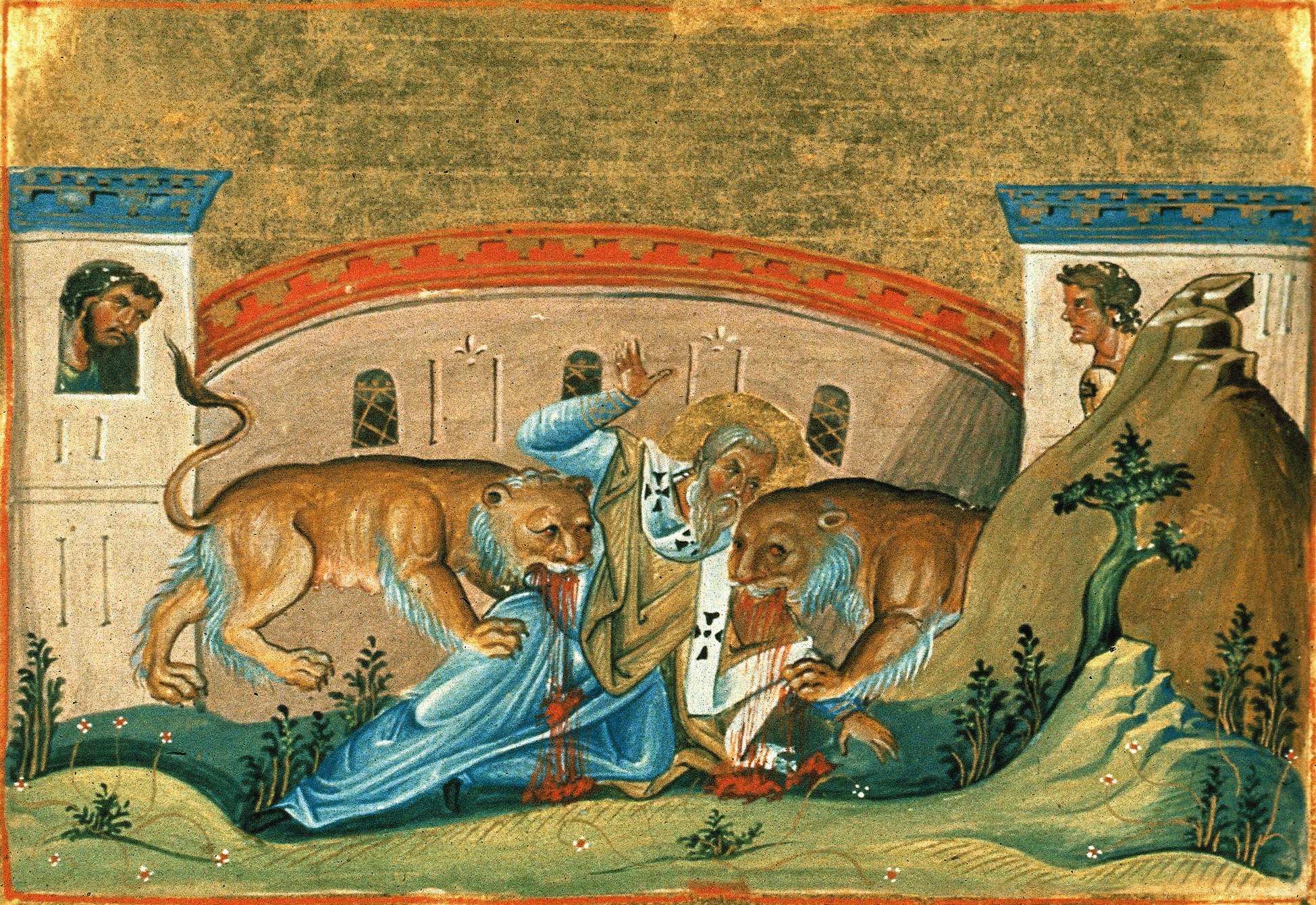
Martiri de Ignasi d'Antioquia.

Es fa referència a la Corona de la vida Ja 1:12 i Ap 2:10 i s'atorga a «els que perseveren havent resistit les proves». Jesús fa referència a aquesta corona quan diu a l'església a Esmirna que no tingui por del que està a punt de patir, que sigui fidel també fins a la mort, i Ell els donarà la corona de la vida.

## Corona de la glòria
La Corona de la glòria s'esmenta en 1Pe 5:41 Pere 5:4 i es concedeix als clergues cristians que «serveixen al ramat amb amor desinteressat».

## Corona de l'alegria
La Corona de l'alegria o de l'Exultació, està esmentada en 1Te 2:19 i Fl 4:1 i es dona a les persones que es dediquen a l'evangelització dels que estan fora de l'Església cristiana. Al Nou Testament, Pau guanya aquesta corona després de portar els tessalònics a la fe en Jesús.